# Adriana Smith
Adriana Smith est une danseuse, groupie et chanteuse américaine née vers 1967 à San Diego, surtout connue pour sa participation à un enregistrement du groupe Guns N' Roses.

## Biographie
Adriana Smith naît à San Diego vers 1967 d'une mère danseuse qui lui transmet sa passion dès l'âge de 3 ans. Elle emménage à Los Angeles au milieu des années 1980. Dans un établissement du Sunset Strip où elle se produit comme strip-teaseuse, elle fait la connaissance des membres du groupe Guns N' Roses. Elle sort vite avec son batteur Steven Adler, qui la trompe sans scrupule,.
Le chanteur Axl Rose a l'idée d'enregistrer les gémissements d'Adriana Smith pendant qu'elle et lui ont une relation sexuelle, ivres dans le studio, et de les mixer sur son titre Rocket Queen (en) paru en 1987 sur leur premier album Appetite for Destruction. Craignant d'obérer la carrière d'actrice qu'elle espère, elle refuse la proposition de Rose de la créditer sous le nom de Adriana 'Sex Machine' Smith. Finalement rejetée par le groupe, elle retourne vivre à San Diego.
Au milieu des années 2000, elle chante dans son propre groupe intitulé Adriana and Ghost in the Graveyard qui revendique les influences de Guns 'N Roses, Buddy Holly, des Cramps, des Cocteau Twins et de Carl Perkins et publie en 2009 l'album Wars in the Graveyard. Elle y dédie à Axl Rose un des titres, Come Find Me. En 2015 le groupe fait paraître un EP de trois titres Tales of the Rocket Queen.